# Свети Димитър (Буково)
Вижте пояснителната страница за други значения на Свети Димитър.
„Свети Димитър“ (на македонска литературна норма: „Свети Димитар“) е възрожденска църква в битолското село Буково, Северна Македония, част от Преспанско-Пелагонийската епархия на Македонската православна църква – Охридска архиепископия.
Църквата е енорийският храм на селото. Представлява трикорабна базилика – архитектурен тип, популярен от 1830-те години насетне. На източната страна има тристранна апсида, а на запад се издига църковната камбанария. По дължината на южната фасада има затворен трем. Вътрешността е разделена на три кораба с два реда от по четили стълба, които са свързани с арки в горния край. На запад с ниска преграда е отделен нартексът, а над него има галерия (женска църква). Интересно за храма е наличието на галерия само над южния кораб.
Стенописи има в полукръглите конхи на централната апсида и в протезиса. Стиловите особености на живописта съответства на част от иконите на иконостаса, които са датирани в края на XIX век. Иконостасът е с два реда икони, които според надписите са изработени в 1895, 1896 и 1907 година. От същия зограф най-вероятно са и иконите на амвона, разположен на един от северните стълбове на наоса.
В храма е запазена интериорна украса от по-стара църква – малка колекция икони и царски двери от четвъртото десетилетие на XVII век. На царските двери има славянски надпис „Бла[говѣ]щенїі [Богороди]це“. Дверите вероятно са от стар иконостас на съседния Буковски манастир или някоя по-стара църква в селото. Сред иконите от XVII век има и две престолни. На едната, на Свети Меркурий, има славянски надпис ЗРМД (1635/1636). Другата е допосяно изображение на Свети Архангел Михаил, която иконографски и стилистично е сходна с икона от Слепченския манастир, която днес е в Музея на Македония в Скопие. Иконите от XVII век и царските двери вероятно са дело на майстори от Линотопската художествена школа.
- Детайл от царските двери, около 1635 г.
- Икона на Архангел Михаил, II половина на XVII век
- Царските двери в църквата, около 1635 г.